# ساكن الحرج الأحجن
ساكن الحرج الأحجن (الاسم العلمي: Bebearia partita)، نوع من الفراشات التي تتبع جنس ساكن الحرج وفصيلة الحورائيات. يوجد في الكاميرون وجمهورية الكونغو وجمهورية الكونغو الديمقراطية (مونغالا، أولي، إيتوري، شمال كيفو، تشوبو، إكواتور، كينشاسا، كاتاراكتس، كوانجو، سانكورو ولوالابا) وأوغندا (بومبا وتورو). يألف الغابات.